# Tetramorium brevicorne
Tetramorium brevicorne är en myrart som beskrevs av Jean Bondroit 1918. Tetramorium brevicorne ingår i släktet Tetramorium och familjen myror. Inga underarter finns listade i Catalogue of Life.